# Warlam Tichonowitsch Schalamow

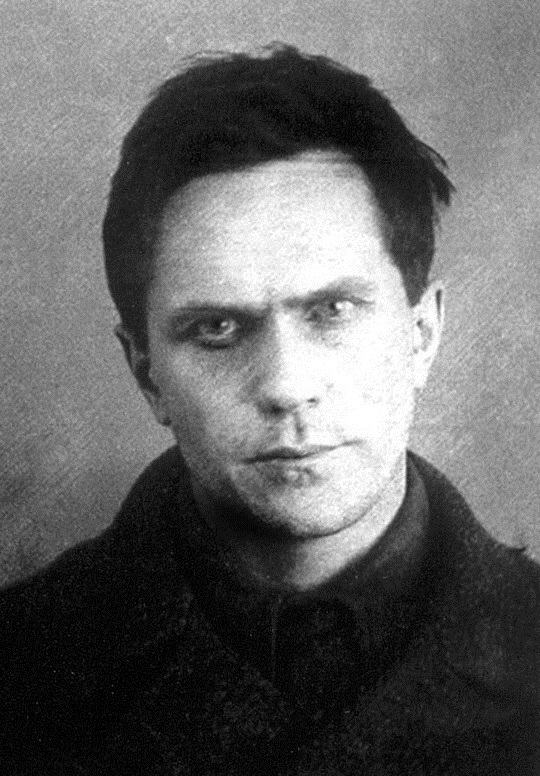
Warlam Schalamow (1937)

Warlam Tichonowitsch Schalamow (russisch Варлам Тихонович Шаламов; * 5. Junijul. / 18. Juni 1907greg. in Wologda; † 17. Januar 1982 in Moskau) war ein russischer Schriftsteller, Oppositioneller und Dissident in der Sowjetunion. Schalamow ist vor allem als Autor der Erzähl- und Essayreihe Erzählungen aus Kolyma bekannt, die die Geschichte des Lebens im sowjetischen Gulag in den 1930er- und 1950er-Jahren erzählt.
In seiner Jugend stand Schalamow der linken Opposition nahe, weshalb er 1929 verhaftet wurde und drei Jahre im Lager Wischera im Gefängnis saß. Nach seiner Rückkehr nach Moskau begann Schalamow, Gedichte und Geschichten zu schreiben. 1937 wurde er ein zweites Mal verhaftet, wegen „antisowjetischer Propaganda“ (Artikel 58 des Strafgesetzbuches der RSFSR) zu fünf Jahren Lagerhaft verurteilt und ins SewWostLag an der Kolyma überstellt. Im Lager wurde Schalamow zu einer neuen Haftstrafe verurteilt und insgesamt verbrachte er sechzehn Jahre in Kolyma: vierzehn im Allgemeinen Feldscher und als Häftlingssanitäter und zwei weitere nach seiner Freilassung. Ab Mitte der 1950er-Jahre lebte er in Moskau und arbeitete an Erzählungen aus Kolyma. Obwohl es während der Zeit des Tauwetters unmöglich war, die erste Sammlung zu veröffentlichen, setzte der Schriftsteller seine literarische Arbeit fort und schuf bis 1973 sechs Sammlungen: Erzählungen aus Kolyma, Linkes Ufer, Künstler der Schaufel, Skizzen aus der Verbrecherwelt, Die Auferweckung der Lärche und Handschuh oder KR-2. Schalamows Geschichten wurden oft im Samizdat veröffentlicht; 1966 begann ihre unbefugte Veröffentlichung außerhalb der UdSSR. In der Sowjetunion gelang es Schalamow, offiziell nur Gedichtsammlungen zu veröffentlichen. Erzählungen aus Kolyma wurde nach dem Tod des Autors Ende der 1980er-Jahre veröffentlicht. Ab der zweiten Hälfte der 1960er-Jahre wandte sich Schalamow von der Dissidentenbewegung ab, ein Bruch mit ihr kam 1972 zustande, nachdem in der Literaturnaja Gaseta ein offener Brief des Schriftstellers veröffentlicht worden war, in dem er die Veröffentlichung von Raubkopien der Erzählungen aus Kolyma verurteilte. Schalamow, dessen Gesundheitszustand sich katastrophal verschlechtert hatte, verbrachte seine letzten Jahre im Moskauer Alten- und Behindertenheim des Literaturfonds der UdSSR.
Wirkliche Anerkennung erlangte Warlam Schalamow posthum, nach englischsprachigen Veröffentlichungen in den frühen 1980er-Jahren und dem Aufkommen von Glasnost in der Sowjetunion. Erzählungen aus Kolyma gilt gleichzeitig als herausragendes Kunstwerk, als Ergebnis der Suche nach einer neuen Form, die Katastrophe des Humanismus und menschlichen Verhaltens vor diesem Hintergrund darzustellen, und als historisches Dokument über die Gulag-Lager.

## Biografie

### Herkunft, Kindheit, Jugend

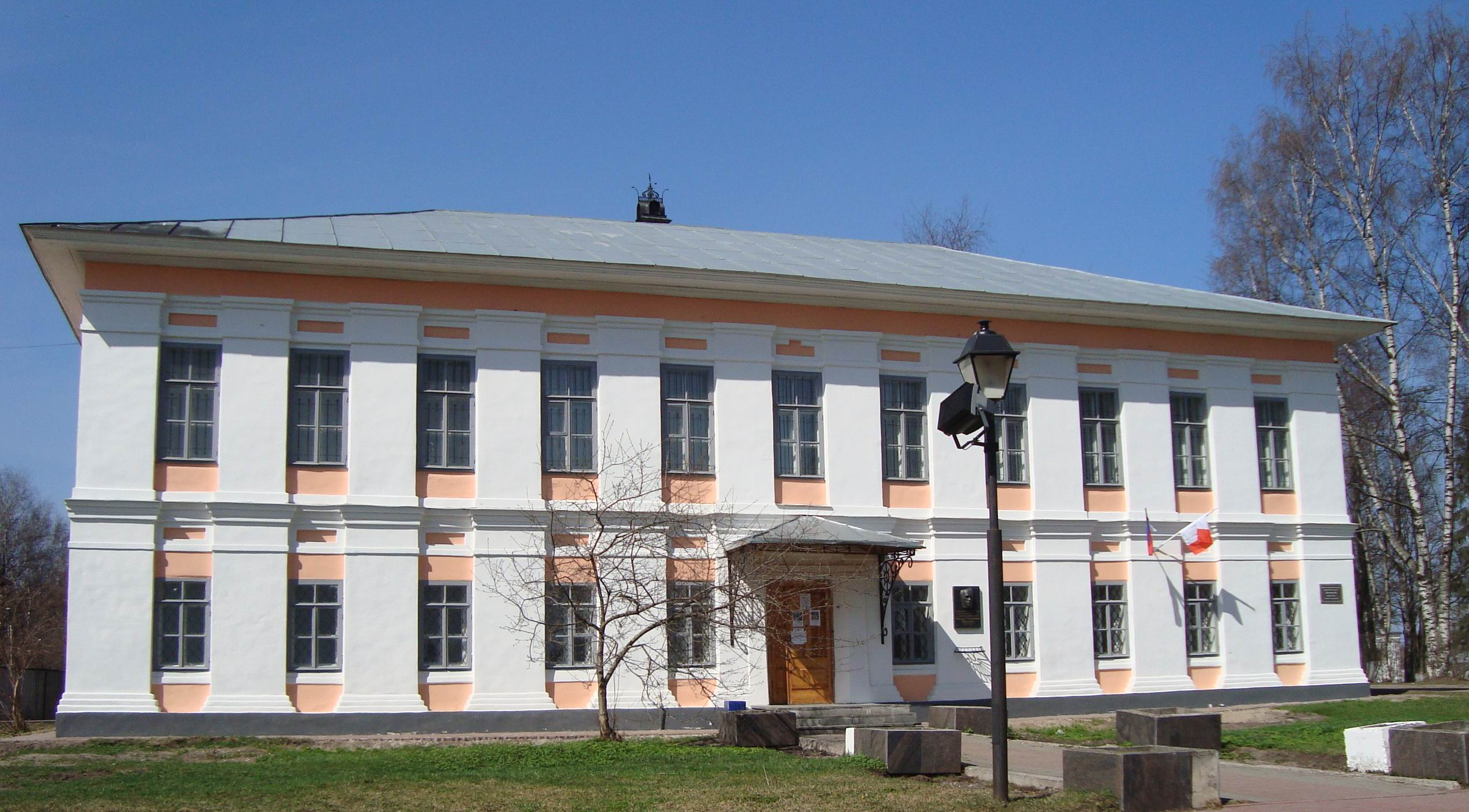
Schalamow-Haus (ehemaliges Pfarrhaus der Sophienkathedrale) in Wologda. Warlam Schalamow wurde dort geboren und lebte dort bis 1924; heute beherbergt das Haus das Schalamow-Gedenkmuseum und die Ausstellung der Regionalen Kunstgalerie Wologda

Warlam Schalamow wurde am 5. Juni 1907 in Wologda in der Familie von Tichon Nikolajewitsch Schalamow geboren und erhielt seinen Namen zu Ehren des Nowgorod-Heiligen Warlam Chutynski, dessen bevorstehender Gedenktag (der erste Freitag der Fastenzeit des Petrus) mit seinem Geburtsdatum zusammenfiel. Wologda hatte eine reiche Geschichte des politischen Exils; mehrere Generationen lang ließen sich Narodniki und dann revolutionäre Sozialdemokraten und Sozialrevolutionäre in der Stadt nieder; Schalamow schrieb viel darüber, wie die Erinnerungen an diese Ereignisse ihn nährten und prägten. Der Vater des Schriftstellers war Erbpriester; sein Großvater, sein Urgroßvater und andere Verwandte dienten in den Kirchen von Weliki Ustjug. In den Jahren 1893–1904 diente Tichon Schalamow in der orthodoxen Mission auf der Kodiak Island (Diözese Aleuten und Alaska). Warlam Schalamows Mutter, Nadeschda Alexandrowna (geb. Worobjowa), stammte aus einer Lehrerfamilie und absolvierte ein Frauengymnasium und pädagogische Kurse, wurde aber nach ihrer Heirat Hausfrau. Warlam war das jüngste von fünf überlebenden Kindern. Der älteste Sohn Waleri sagte sich nach der Errichtung der Sowjetmacht öffentlich von seinem Vater los; ein anderer Sohn, Sergei, trat der Roten Armee bei und starb 1920 im Russischen Bürgerkrieg. Eine der Schwestern, Galina, reiste nach ihrer Heirat nach Sochumi, die zweite, Natalja, lebte mit ihrem Mann in Wologda.

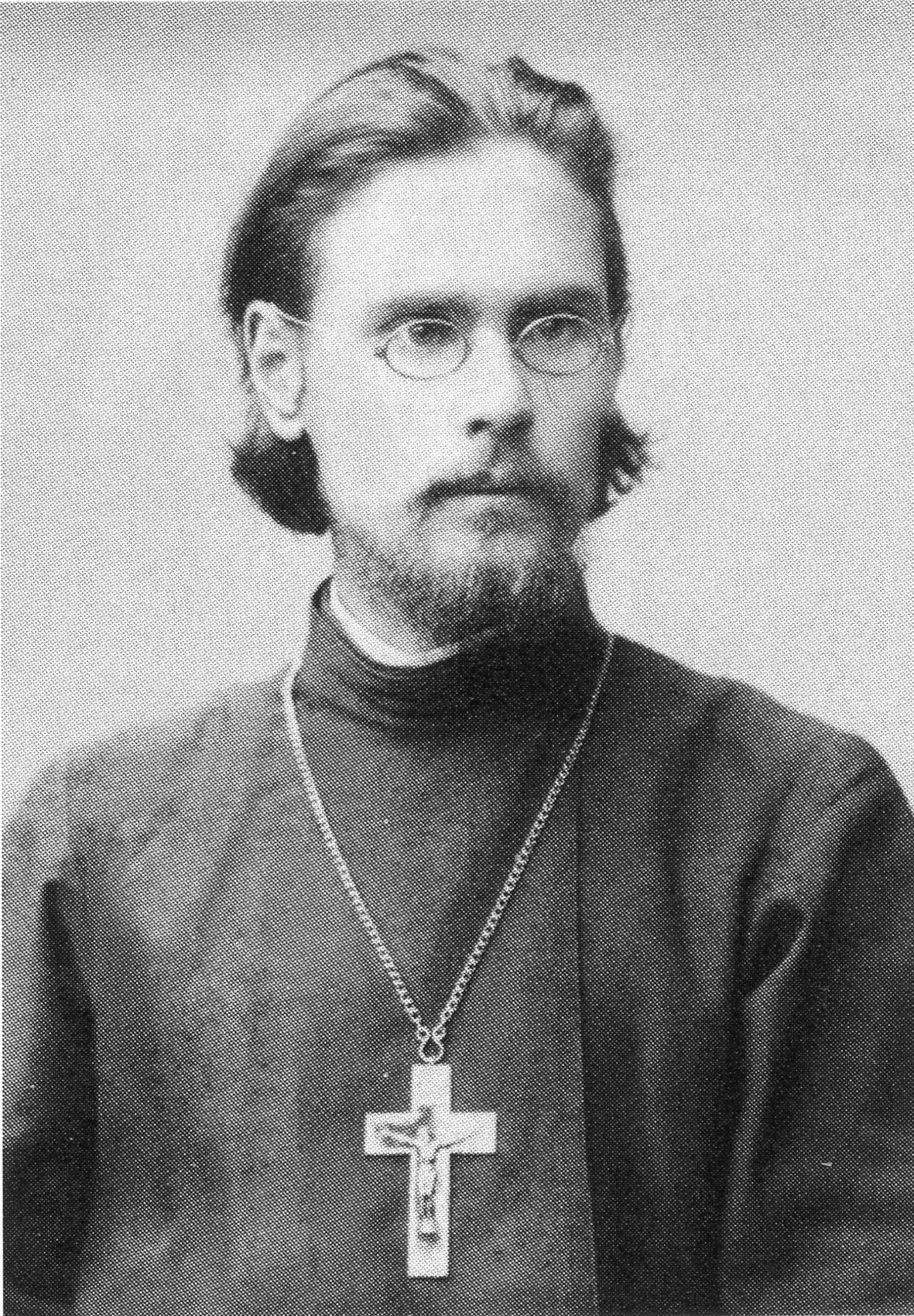
Tichon Schalamow – der Vater des Schriftstellers

Seit 1906 diente Tichon Schalamow in der Sophienkathedrale, und die gesamte Familie Schalamow wohnte in einer der Wohnungen im zweistöckigen Gebäude des Pfarrhauses. Tichon Schalamow hatte ziemlich liberale Ansichten (wie sein Sohn es ausdrückte: „Jeffersonscher Geist“) und war während der Revolution von 1905–1907 eine aktive Persönlichkeit des öffentlichen Lebens; er verurteilte den Antisemitismus und hielt eine leidenschaftliche und mitfühlende Predigt beim Gedenkgottesdienst für Staatsduma-Abgeordneter Michail Herzenstein, der von den Schwarzhundertern getötet worden war. Allerdings war sein Verhalten in der Familie eher autoritär und Warlam Schalamows Haltung ihm gegenüber war nicht einfach; er erinnerte sich viel herzlicher an seine Mutter. Schalamow fühlte sich bereits seit seiner Kindheit als Atheist und behielt diese Überzeugung zeitlebens bei.
Nadeschda Alexandrowna brachte Warlam im Alter von drei Jahren das Lesen bei, und 1914 trat er in das nach Alexander I. dem Seligen benannte Männergymnasium in Wologda ein. Im Jahr 1918, mit dem Ausbruch des Bürgerkriegs und der Intervention Nordrusslands, begann eine schwierige Zeit für die Familie: Alle Zahlungen an Tichon Schalamow wurden eingestellt, die Wohnung der Schalamows wurde ausgeraubt, Warlam musste sogar gebackene Kuchen verkaufen von seiner Mutter auf dem Marktplatz. In den frühen 1920er-Jahren erblindete Tichon Schalamow, obwohl er bis zur Schließung der Kirchen im Jahr 1930 weiterhin Predigten hielt und Warlam als sein Führer fungierte. Das Gymnasium wurde nach der Revolution geschlossen und Warlam schloss sein Studium an der Einheitlichen Arbeitsschule Nr. 6 ab, die Schalamow 1923 abschloss. Der Schulrat beantragte bei der Abteilung für öffentliche Bildung der Provinz, dass Schalamow, einer der besten Absolventen, an die Universität geschickt werde, doch den Erinnerungen des Autors zufolge zeigte der Vorsitzende des Landesbildungsrates Schalamow und seinem blinden Vater die Feigenhand mit den Worten: „Gerade weil Sie gute Fähigkeiten haben – Sie werden nicht an einer höheren Bildungseinrichtung studieren – an einer sowjetischen Universität“.
1923 beendete Warlam Schalamow die Schule und reiste ein Jahr später nach Moskau, wo er als Gerber in einer Lederwarenfabrik arbeitete. 1926 begann er ein Studium an der Juristischen Fakultät der Moskauer Lomonossow-Universität. In der Folgezeit sympathisierte er zunehmend mit der sowjetischen linken Opposition. 1927 nahm er an der Demonstration zum 10. Jahrestag der Oktoberrevolution teil, bei der Kritik zur politischen Entwicklung in der Sowjetunion vorgebracht wurde, die damals bereits stark von Josef Stalin bestimmt war. Schalamow trug auf der Demonstration ein Transparent mit der Aufschrift „Nieder mit Stalin“. Wenig später wurden auf dem XV. Parteitag der KPdSU (B) am 2. Dezember 1927 sämtliche führenden Oppositionellen aus der Regierungspartei ausgeschlossen (→Leo Trotzki, →Grigori Jewsejewitsch Sinowjew). Damit war der Machtkampf in der Sowjetunion bereits zugunsten Stalins entschieden. Schalamow blieb Anhänger der Opposition und beteiligte sich weiterhin – nunmehr in zunehmend konspirativer Form – an Aktionen, die gegen den Machtzuwachs von Stalin gerichtet waren. Er sah sich dabei als Erben der russischen revolutionären Bewegungen des 19. und frühen 20. Jahrhunderts an. Im Gegensatz zu seinen Vorgängern hatte er jedoch einen viel höheren Preis für seine politische Meinung zu zahlen.

### Erste Verhaftung. Wischera-Lager

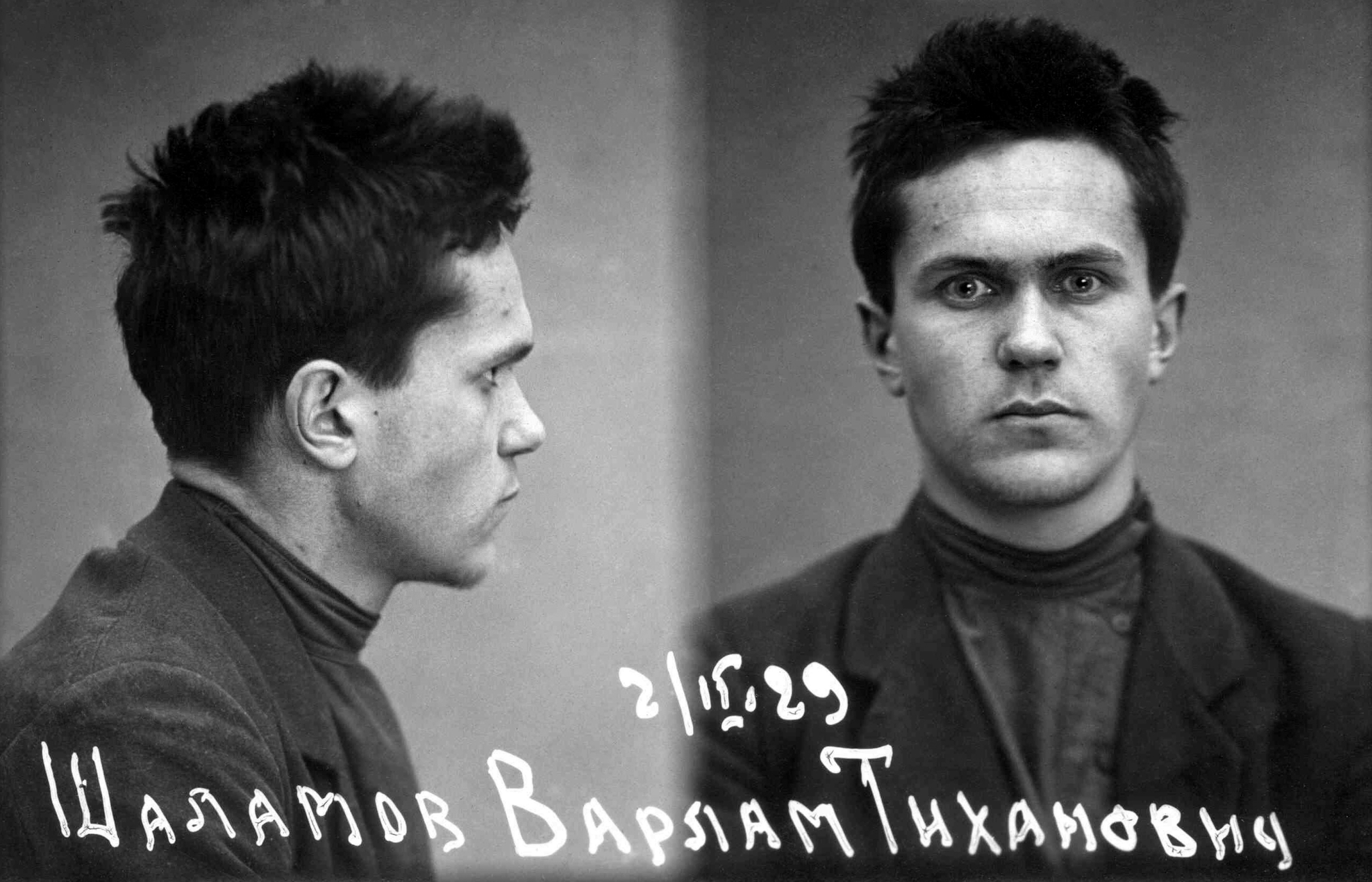
Warlam Schalamow, Foto aus der Ermittlungsakte (1929)

Am 19. Februar 1929 wurde Schalamow in einer illegalen Universitätsdruckerei wegen der Verbreitung von Lenins Testament, eines Briefes Lenins vom Dezember 1922 an den XII. Parteitag der KPR (B), verhaftet. Sein Jurastudium war damit hinfällig. Bis März 1929 wurde er im berüchtigten Moskauer Butyrka-Gefängnis gefangengehalten. Im Anschluss wurde er als „gefährliches Element“ zu drei Jahren Haft im Straflagersystem GULag und zu fünf Jahren Verbannung in den Norden der Sowjetunion verurteilt. 1929 bis 1931 war er Gefangener der Wischera-Abteilung des zu diesem Zeitpunkt als „Solowezker Sonderlager“ bezeichneten GULag (Lagerpunkt Krasnowischersk) und leistete dort in einer Holzfabrik Zwangsarbeit. Im Oktober 1931 wurde er vorzeitig aus dem Lager entlassen und fand beim Bau eines Chemiekombinats in Beresniki Arbeit.

### Leben in Moskau. Beginn der literarischen Tätigkeit
1932 kehrte Schalamow nach Moskau zurück. 1933 starben sein Vater und ein Jahr später auch seine Mutter. Schalamow heiratete 1934 Galina Guds, eine Schwester des OGPU-Offiziers Boris Guds. Ein Jahr später wurde ihre Tochter Galina geboren. In den Jahren von 1934 bis 1937 arbeitete Schalamow in Moskau als Journalist und veröffentlichte neben seinen Artikeln Essays und eine Kurzgeschichte.

### Zweite Festnahme. Kolyma

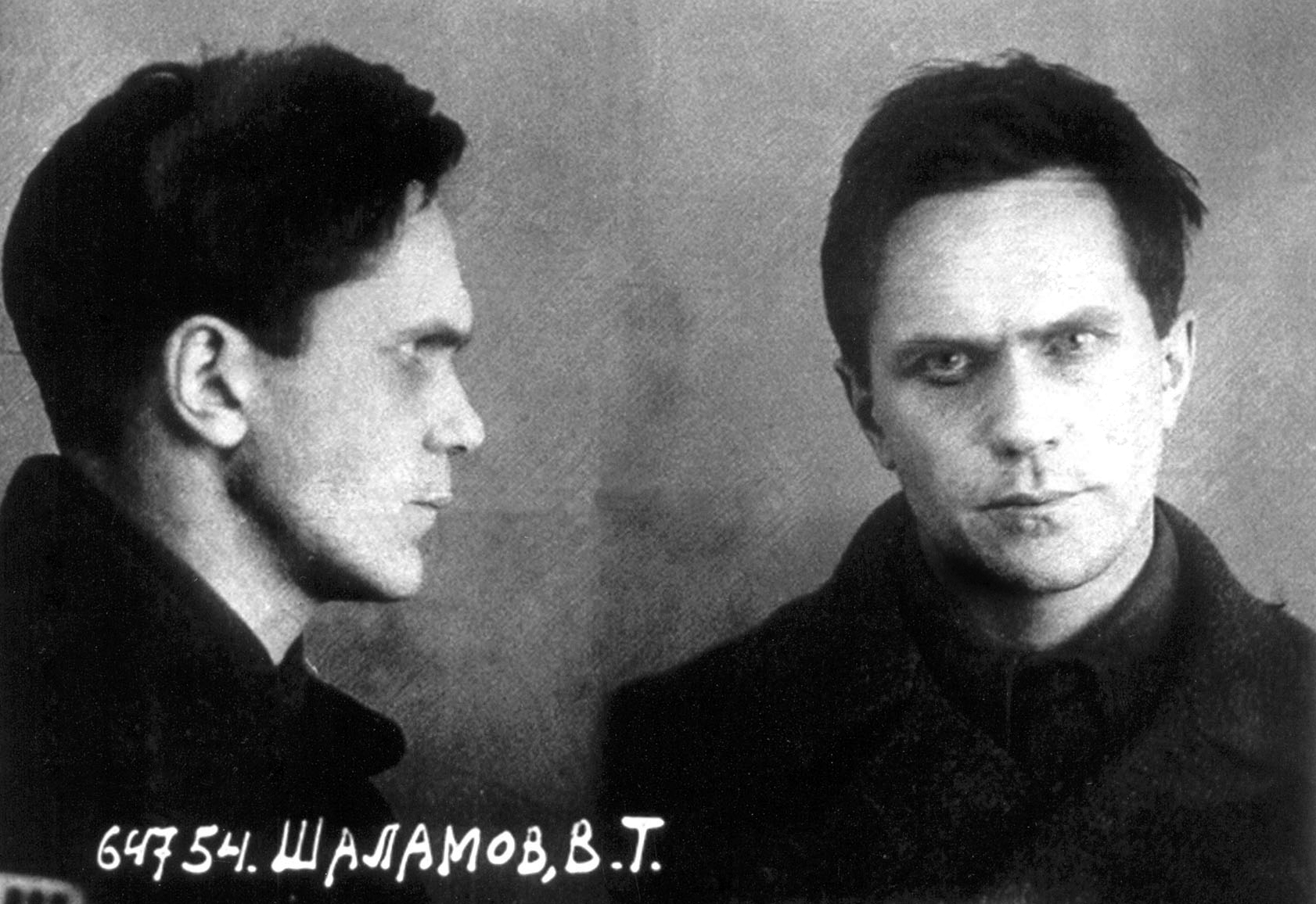
Warlam Schalamow, Foto aus der Ermittlungsakte (1937)

Im Januar 1937 wurde Schalamow im Zuge des Großen Terrors wieder verhaftet und gemäß Artikel 58 des Strafgesetzbuches der RSFSR erneut zu Lagerhaft verurteilt, diesmal wegen „konterrevolutionärer trotzkistischer Tätigkeit“. Seine erste Frau ließ sich umgehend von ihm scheiden. Er wurde ohne Gerichtsverhandlung zu fünf Jahren Zwangsarbeit im „Besserungsarbeitslager“ verurteilt. Im August gelangte Schalamow mit dem Schiff nach Magadan an der Nagajewo-Bucht des Ochotskischen Meeres im Nordosten Sibiriens, in der Kolyma-Region. Er musste im Goldbergwerk „Partisan“ Zwangsarbeit leisten. Im Dezember 1938 wurde er im Zusammenhang mit einer durch die Lagerverwaltung konstruierten „Juristenverschwörung“ verhaftet und in das Gefängnis von Magadan eingeliefert.
Bis August 1940 arbeitete Schalamow in einem Lager am „Schwarzen See“ als Wasserkocher, als Helfer eines Topographen und als Helfer bei Erdarbeiten. Im August 1940 wurde er in den Lagerpunkt Arkagala verlegt und arbeitete dort in einem Kohlebergwerk. Obwohl seine Haftzeit 1942 endete, wurde seine Internierung ohne weitere Begründung bis zum Ende des Zweiten Weltkrieges verlängert. Von Dezember 1942 bis Mai 1943 war Schalamow in das Strafbergwerk Dschelgala verlegt. Im Mai 1943 wurde er in Jagodnoje (Oblast Magadan) noch einmal wegen „konterrevolutionärer Tätigkeit“ zu zehn Jahren Besserungsarbeitslager verurteilt. Der Grund für seine Verhaftung bestand darin, dass er den Autor Iwan Bunin, der 1920 nach Frankreich emigriert war, als einen klassischen russischen Schriftsteller bezeichnet hatte. Schalamow wurde krank und gelangte im Herbst 1943 in den Krankenlagerpunkt „Belitschja“. Vom Dezember 1943 bis zum Sommer 1944 musste er jedoch wieder in der Grube „Spokojnyj“ (deutsch: der Ruhige) arbeiten. Im Sommer 1944 wurde er erneut denunziert und wieder arrestiert. Im Frühjahr 1945 gelangte er in die Waldlageraußenstelle des Lagerpunktes von Jagodnoje. Er erkrankte erneut und wurde noch einmal nach „Belitschja“ eingeliefert. Im Herbst 1945 arbeitete Schalamow in einer Außenstelle der Holzfäller, der „Diamantenquelle“. Ein Fluchtversuch misslang, er wurde angeklagt und erneut ins Strafbergwerk versetzt.
Schalamows Odyssee durch die Lager der stalinistischen Sowjetunion dauerte an: Zwischen 1945 und 1951 arbeitete er in Dschelgala, in Sussuman und am Fluss Duskanja. Er begann, Kurse für Arzthelfer zu besuchen, und erhielt eine leichte Tätigkeit in der chirurgischen Abteilung des Zentralen Lagerkrankenhauses im „Uferlager“. Schalamow begann heimlich Gedichte zu schreiben, die Kolymaer Hefte entstanden.

### Rückkehr nach Moskau
Von 1950 bis 1953 war Schalamow Arzthelfer in der Aufnahme des Zentralen Lagerkrankenhauses. Am 13. Oktober 1951 wurde er aus dem Lager entlassen, blieb aber als Freigelassener bis zum August 1953 Arzthelfer des Lagerpunktes in Kjubjuma. Am 30. September 1953 beendete er seine Tätigkeit für die staatliche Berg- und Straßenbaugesellschaft Dalstroi des MWD, der die Straflager des Gebietes um Magadan untergeordnet waren. Er hatte von der sowjetischen Staatssicherheit (von 1945 bis 1954 NKGB) die Erlaubnis erhalten, sich wieder im europäischen Teil der Sowjetunion niederzulassen. Nach seiner Rückkehr wurde er mit der Auflösung seiner Familie konfrontiert; seine inzwischen erwachsene Tochter weigerte sich, ihn als Vater anzuerkennen, da auch ehemalige Gulag-Häftlinge als Verbrecher galten.
Vom November 1953 bis zum Oktober 1956 lebte Schalamow in der Gegend von Kalinin (heute Twer) in Zentralrussland. 1954 begann er heimlich mit der Arbeit an den Erzählungen aus Kolyma, an denen er bis Anfang der 1970er-Jahre schrieb. Nach dem Tod Stalins 1953 und der offiziellen Distanzierung Nikita Chruschtschows vom Stalinismus wurde Schalamow am 18. Juni 1956 in Bezug auf die gegen ihn erhobenen Anklagen von 1937 rehabilitiert. Im selben Jahr heiratete er die Schriftstellerin Olga Nekljudowa (1909–1989) und zog wieder nach Moskau. 1957 erschienen erste Gedichte Schalamows in sowjetischen Literaturzeitschriften, von 1961 bis 1971 vier weitere Male. 1958 erkrankte der 51-Jährige und wurde invalidisiert. 1966 ließ er sich von seiner zweiten Frau scheiden.

### Letzte Jahre

Grabskulptur Schalamows auf dem Kunzewoer Friedhof in Moskau (2010)

Von 1968 bis 1971 arbeitete Schalamow an seinen Kindheitserinnerungen Das vierte Wologda und 1970 bis 1971 an Wischera. Ein Antiroman. Nach der Fertigstellung der Erzählungen aus Kolyma schmuggelte er das Manuskript aus der Sowjetunion in die Bundesrepublik Deutschland. Dort und in Frankreich erschienen sie bereits 1971 in Deutsch und Französisch. Eine Auswahl seiner Erzählungen aus Kolyma in russischer Sprache im Tamisdat in London folgte 1978. Nachdem diese Veröffentlichung der sowjetischen Staatssicherheit (ab 1954 KGB) bekanntgeworden war, wurde Schalamow gezwungen, eine Erklärung zu unterschreiben, in der er bekanntgab, dass die in den Kolyma-Geschichten behandelte Thematik seit dem XX. Parteitag der KPdSU (14. bis 25. Februar 1956) nicht mehr relevant sei. Schalamow war durch die Veröffentlichung neben Solschenizyn einer der im Westen bekannten sowjetischen Dissidenten geworden.
Ab 1979 lebte Schalamow in einem Altersheim. 1980 erhielt er die Freiheitsprämie des französischen P.E.N.-Clubs. Schalamow starb am 17. Januar 1982 in einer Nervenheilanstalt; vereinzelt wurde dieser Umstand als letzter Versuch gewertet, Schalamow zu diskreditieren. Nach dem Ende der Sowjetunion wurde er im Jahr 2000 auch in Bezug auf die Anklage von 1929 postum rehabilitiert. Seine Grabstätte befindet sich auf dem Alten Kunzewoer Friedhof von Moskau.

## Familie
Warlam Schalamow war zweimal verheiratet: das erste Mal 1934–1956 – mit Galina Ignatjewna Guds (1909–1986), in dieser Ehe wurde eine Tochter Jelena geboren (verheiratete Januschewskaja, 1935–1990); zweite Ehe 1956–1966 – mit der Schriftstellerin Olga Sergejewna Nekljudowa (1909–1989). Sein Stiefsohn – Nekljudovas Sohn aus einer früheren Ehe – ist der Philologe und Orientalist Sergei Jurjewitsch Nekljudow (geb. 1941). Nach dem Tod von Irina Sirotinskaja liegen die Rechte an Schalamows Werken bei ihrem Sohn, Schalamows Popularisator und Forscher Alexander Leonidowitsch Rigossik.

## Rezeption
Die Kolyma-Region, in der Schalamow insgesamt siebzehn Jahre seines Lebens verbrachte, ist nach mitteleuropäischen Maßstäben unbewohnbar; im Winter herrschen dort Temperaturen bis zu 60 Grad unter Null. Weil unter diesen Bedingungen eine Flucht kaum möglich war, verzichteten die Lagerarchitekten auf Stacheldraht. Der Tod durch Arbeit wurde billigend in Kauf genommen.
Warlam Tichonowitsch Schalamow wird heute gemeinsam mit Imre Kertész, Primo Levi und Jorge Semprún genannt. Er gibt in seinen lakonischen Erzählungen aus dem Gulag als „Chronist der Menschheitsverbrechen“ Zeugnis von der sowjetischen Variante des europäischen Terrorsystems des 20. Jahrhunderts. Der Autor schließt damit eine historische wie auch literarische Lücke, die bis zum Ende der Sowjetunion offen geblieben war. Im Gegensatz zu den westeuropäischen Autoren, die zunehmend an Anerkennung und Ansehen gewannen, war das Schreiben Schalamows bis zu seinem Tode 1982 ein Wagnis.
Die Erzählungen aus Kolyma, die als Hauptwerk Schalamows gelten, zählen neben den Werken Alexander Solschenizyns zu den wichtigsten Texten über den Gulag. Im Gegensatz zu Solschenizyn versuchte Schalamow nach seiner Rehabilitierung allerdings, sich mit dem sowjetischen System zu arrangieren, und er wehrte sich gegen die Instrumentalisierung seiner Person für eine antisowjetische Protestbewegung. Nach seiner Rückkehr aus dem Lager waren für Schalamow „die Maßstäbe verschoben“. Er hatte erfahren, dass sich der Mensch unter bestimmten Bedingungen in kürzester Zeit in ein Tier verwandeln kann, und erkannte „die außerordentliche Fragilität der menschlichen Kultur und Zivilisation“.
1991 wurde der am 18. August 1977 entdeckte Asteroid (3408) Shalamov nach ihm benannt.
Die erste Werkausgabe Schalamows außerhalb Russlands erscheint seit 2007 im Verlag Matthes & Seitz Berlin. Zum 100. Geburtstag Warlam Schalamows erschien im Juni 2007 die Ausgabe der Zeitschrift Osteuropa unter dem Titel Das Lager schreiben. Varlam Šalamov und die Aufarbeitung des Gulag.
Eine Theateradaption der Erzählungen aus Kolyma kam 2018 am Cuvilliés-Theater in München als Am Kältepol – Erzählungen aus dem Gulag unter der Regie von Timofei Alexandrowitsch Kuljabin auf die Bühne.

## Werke
- Три смерти доктора Аустинo. (Kurzgeschichte Die drei Tode des Doktors Austino), Journal Oktober (1936).
- Собрание сочинений в четырех томах. Komplette Werkausgabe, 4 Bände. Vagrius und Khudozhestvennaya Literatura, St. Petersburg 1998, ISBN 5-280-03163-1, ISBN 5-280-03162-3.
- Воспоминания. Memoiren. АСТ и др. Moskau 2001, ISBN 5-17-004492-5.

Werke in deutscher Übersetzung
- Artikel 58.  Aufzeichnungen des Häftlings Schalanow.[17] Übers. Gisela Drohla. Middelhauve, Köln 1967 DNB 458003824
- Kolyma: Insel im Archipel. Übers. Gisela Drohla. Langen Müller, München 1967, ISBN 3-7844-1584-9
- Schocktherapie. Kolyma-Geschichten. Übers. Thomas Reschke. Verlag Volk und Welt, Berlin 1990, ISBN 3-353-00749-0
- Über Prosa. Nachwort Jörg Drews. Übers. Gabriele Leupold, Hrsg. Franziska Thun-Hohenstein. Matthes & Seitz, Berlin 2009, ISBN 978-3-88221-642-4
- Ankerplatz der Hölle. Erzählungen, Gedichte, Briefe, Fotos. Hrsg. Nadja Hess, Siegfried Heinrichs. Erzählungen, ausgewählt und übertragen von Barbara Heitkam. Gedichte, Briefe und Essays übertragen von Kay Borowsky. Mit einem Essay von Jewgenij Schklowskij. Oberbaum, Berlin 1996, ISBN 3-926409-80-0
- Werkausgabe. Übers. Gabriele Leupold. Hrsg., Nachwort, Glossar und Anm. Franziska Thun-Hohenstein. Matthes & Seitz, Berlin 2009 ff.

1. Durch den Schnee. Erzählungen aus Kolyma. 2013, ISBN 978-3-88221-600-4[18]
2. Linkes Ufer. Erzählungen aus Kolyma. 2009, ISBN 978-3-88221-601-1
3. Künstler der Schaufel. Erzählungen aus Kolyma. 2013, ISBN 978-3-88221-602-8
4. Die Auferweckung der Lärche. Erzählungen aus Kolyma. 2013, ISBN 978-3-88221-502-1
5. Das vierte Wologda und Erinnerungen. 2013, ISBN 978-3-88221-053-8
6. Wischera. Antiroman. 2016, ISBN 978-3-95757-256-1
7. Über die Kolyma. Erinnerungen. 2018, ISBN 978-3-95757-540-1

## Ausstellungen
- Leben oder Schreiben. Der Erzähler Warlam Schalamow. Literaturhaus Berlin 2013[19]